# Tancoyol
Tancoyol är en ort i Mexiko.   Den ligger i kommunen Jalpan de Serra och delstaten Querétaro Arteaga, i den centrala delen av landet, 220 km norr om huvudstaden Mexico City. Tancoyol ligger 682 meter över havet och antalet invånare är 449.
Terrängen runt Tancoyol är kuperad västerut, men österut är den bergig. Runt Tancoyol är det ganska glesbefolkat, med 29 invånare per kvadratkilometer. Närmaste större samhälle är San Diego, 19,7 km nordväst om Tancoyol. I omgivningarna runt Tancoyol växer huvudsakligen savannskog.